# La cuarta dimensión
La cuarta dimensión  (en inglés The Fourth Dimension) es un libro escrito por el matemático y escritor Charles Howard Hinton, en el año 1904 y posteriormente se publicó la segunda edición en el año 1912. En ella se explica la existencia de la cuarta dimensión matemática.

## Estructura de la obra
Es la obra más completa escrita sobre este tema por dicho autor, en la cual el tema central es desarrollado valiéndose de los siguientes recursos: la historia de la cuarta dimensión en la filosofía, analogías entre el mundo bidimensional y tridimensional y ejercicios de visualización que permiten comprender la Cuarta Dimensión.

## Temática
En la obra se busca explicar fenómenos que sin la presencia de la cuarta dimensión serían inexplicables (Ej.: electricidad, magnetismo, gravedad, etc) desde el punto de vista matemático abriéndose camino desde la comparación entre la segunda dimensión y la tercera, que se puede entender más ampliamente por el común de las personas, llegando a la cuarta.
A lo largo de la obra se implementan figuras de menor a mayor complejidad, pasando del 2D, el 3D especialmente el 4D que nos dan una pauta de los movimientos que tiene en dicha dimensión y como interactúa con la nuestra.
Para colorear cada figura se utiliza un criterio matemático riguroso. Por ejemplo para colorear un cuadrado, que se lo ubica dentro de las dos dimensiones , a los ejes X e Y que serían sus bordes , se la asigna a cada uno un color , el cuadrado propiamente dicho , que es el resultado de infinitos cruces entre ambos ejes queda del color resultado de la combinación de ambos ejes.
El tratamiento del tema se va profundizando a medida que transcurre el libro llegado a instancias que cada punto, línea, cara y sólido recibe un nombre, estos al combinarse forman palabras, y dicha palabra es un movimiento en la cuarta dimensión.
El objetivo final es poder visualizar un teseracto o hipercubo conformado de varios colores que sirven de guía para interpretar sus movimientos. También se muestra como se percibirían sus movimientos parcialmente en las tres dimensiones.

## Autores mencionados en La Cuarta Dimensión
En dos capítulos del libro llamados el primer y el segundo capítulo en la historia del espacio cuadrimensional , el autor respalda su teoría mencionando a varios autores que a lo largo de la historia han enunciado la existencia de dimensiones más allá de nuestros sentidos ordinarios, entre ellos se destacan: Platón , Parménides de Elea, Sócrates, Pitágoras, Descartes, Leibniz , Gauss, János Bolyai y  Nikolái Lobachevski.

## Edición en castellano
- Edwin A. Abbott, Charles H. Hinton, Claude Bragdon (2023). De planilandia a la cuarta dimensión. Edición Jacobo Siruela. Cartoné, 376 páginas, 150 imágenes en blanco y negro, colección Imaginatio vera 160. Vilaür: Ediciones Atalanta. ISBN 978-84-126014-5-9.